# Vici magistri
Vici magister (множина vici magistri, грч. στενώπαρχος, стенопарх, старешина улице) је у античком Риму био назив за члана колегијума, који је био надлежан пре свега за култ улице или градске четврти (лат. vicus).
Задатак чланова колегијума (vici magistri) било је старање о култу лара, који је негован на истакнутим раскрсницама и стога углавном на граници викуса. Те раскрснице звале су се compitum, а по њима њима су лари, као и њихова мала светилишта, која су углавном састојала од едикула и олтара, названи compitales. Осим тога, чланови колегијума су били задужени за организовање празника повезаних култом лара компилата (ludi compitales или compitalicii).

## Vici magistri у Риму

### Историја и организација
Vici magistri су забележени још у време Римске републике. Судећи по коментару Асконија Педијана на Цицероновов говор Против Л. Калпурнија Пизона (In L. Calpurnium Pisonem) може бити да су идентични магистрима колегија (magistri collegiorum) из времена Републике. Тит Ливије помиње већ под годином 428. пре н. е. култове и светилишта повезане с викусима, што се генерално сматра пројекцијом његовог властитог времена у погледу таквог односа између градских четврти и локалних светилишта.
Као и остале колегије, и колегије магистра викуса су у политичким немирима позне Републике постале инструмент политичких фракција, те су на захтев оптимата 65. године пре н. е. забрањене. Шест година касније поново их је дозволио конзул Луције Калпурније Пизон, Цицеронов оштар противник и зет Гаја Јулија Цезара. Цицерон, тада оптимат, пребацио је то Пизону у својој оптужници против њега. Међутим, недуго потом Цезар је поново ограничио слободу деловања колегија. Најкасније са Јулијевим законом о муниципијама (lex Iulia municipalis) из 45. године пре. н. е. вике су потпале под магистратску управу едила. За култна питања посебно су биле одговорне курилске едиле.
Октавијан Август је 12. године пре н. е. предузео у Риму велике организационе реформе, које су завршене 7. године пре н. е. У оквиру ових реформи организовао је Рим на 14 региона. Овим регионима поделио је 265 викуса, које се код Плинија зову compita larum. Том приликом не само што су поново повучене границе (при чему се Август у великој мери ослањао на старе области компита), него је и незаконито присвојено јавно земљиште поново враћено у посед државе а култ лара оживљен. Август је отишао корак даље од својих узора и обновио централни храм лара на највишој тачки Светог пута (Via Sacra), како наводи у извештају о својим делима (Res Gesta divi Augusti).
За култ компилата сада су била задужена по четворица магистара викуса, потпомогнути четворицом слугама (ministri). Магистри су углавном били ослобођеници, а министри државни робови (servi publici). Примера ради, 136. године од 275 магистара викуса познатих са натписа на basis Capitolina, свега 36 њих су били Римљани рођени од слободних родитеља. Почев од 7. године пре н. е. бирани су на годину дана, и то из редова становника викуса. Постојала је могућност реизбора. Колегије магистара викуса, који су своју службу почињали 1. августа текуће године, нумерисане су од увођења магистара у службу. Тако су се колегије из прве године звале су се primi anni, из друге secundi anni или - као нпр. у случају compitum Acili - vici magistri secundi итд.
Vici magistri су од времена августовских реформи били потчињени магистратима, који су били задужени за управу над регионима и који су жребом додељивани едилима, преторима и народним трибунима. Овај облик организације познат са натписа на basis Capitolina изгледа да је остао непромењен барем до Хадријановог времена. Реструктуриран је најкасније под Константином Великим. Њихов број није више одређиван према викусима, него је — према Notitia и Curiosum, каталогу регија града Рима састављеном почетком 4. века — свака регија имала 48 магистара викуса — независно од тога колико је имала квартова —, који су по региону били подређени двојици куратора. Уопште, у Константиново време било је 672 магистара викуса наспрам 1060 из времена Августове реформе.

### Дужности
Култу lares compitalicii на свим компитима (compita) придодан је култ Августовог генија, који су магистри викуса морали неговати. Каснији цареви додавали су свог генија култу лара. У оквиру тога vici magistri били су задужени за изградњу и одржавање мањих светилишта (sacella), тражили од магистрата задужених за надзор региона неопходне грађевинске дозволе и приносили жртву ларима и генију Августа (genius Augusti).
Осим тога, у домену њихових дужности било је организовање компиталија, које су у Цицероново време приређиване 1. јануара, а у каснијем периоду Царства од 3. до 5. јануара. За време игара vici magistri су обављали дужности нижих полицијских органа. Због тога су носили тогу претексту, што их је са обележјем курилског службеника, пурпурним пругама, издвајало од околине. Приликом обављања званичних послова пратила су их двојица ликтора. Присуство ликтора истицало је власт (imperium) магистара викуса, која је трајала током празника.
У административне дужности магистара викуса спадала је и брига око ватрогасне службе Рима. Она је спадала у њихову надлежност све до 6. године пре н. е., када су образовани специјални одреди (cohortes vigilum) задужени за гашење пожара, који су стављени под команду регионалних магистрата. У сврху гашења пожара магистрима викуса су на располагање стављени државни робови.
Стога је и култ Мајке која зауставља пожар (Stata mater) спадао у њихову надлежност. Ту обавезу су вршили и после образовања одреда надзорника. Као подређени магистрат били су укључени у расподелу жита, због чега су вршили попис становништва своје четврти и на тај начин помагали префекту аноне (praefectus annonae). Чини се да су учествовали у расподели царских легата (завештања) или су били примаоци истих.

## vici magistri изван Рима
Подела градова на викусе као и увођење компиталских култова могу се посведичити и изван Рима. Барем у Италији се могу пронаћи колегијуми магистара вика. У Помпеји један натпис наводи колегијум магистара викуса и компита: mag(istri) vici et compiti. Натпис датира из 47. или 46. године пре н. е., тј. из године непосредно пре доношења Цезаревих закона о муниципијама. Он потврђује да су компити постојали још у предавгустовско време у муниципијама Италије и, као и у Риму, биле повезане са поделом града на викусе. За разлику од Рима у Помпеји нпр. недостаје веза са култом генија Августа, који је од августовског времена у Риму био обавезна компонента сваког компитума. Познато је да су у Верони и Напуљу, као и у Остији, постојали одговарајући колегијуми. Ширењем викуса као облика насеља у римским провинцијама магистри викуса јављају се у областима веома удаљеним од центра, као у Наупорту (у Словенији), или у Салодуруму, данашњем Золотурну (у Швајцарској).
Римљани су неговали компиталске култове и изван Италије. Најпознатији пример је „Агора компеталијаста“ на Делосу, која је добила име по одговарајућем компиталском друштву. Друштво компеталијаста (κομπεταλιασταί) први пут се помиње на једном натпису 97/96. годину пре н. е. Поседовали су на Агори централни храм лара компитала. Били су углавном ослобођеници и робови, али су на муралима представљени као Римљани обучени у тогу, делом са пурпурним пругама, тј. у тогу претексту какву су носили магистри викуса. Приказани су како приносе жртву према римском обреду (ritus), тј. capite velato (с велом преко главе) и како организују игре у част лара компитала. Међутим, није наведен назив функције коју обављају.